# Judith Butler
Judith Butler (Cleveland, 24 febbraio 1956) è una filosofa post-strutturalista statunitense.
Si occupa di filosofia politica, etica, teoria letteraria, femminismo e teoria queer. Dal 1993 insegna al dipartimento di retorica e letterature comparate all'Università di Berkeley, dove dirige il programma di teoria critica. Tiene lezioni alla European Graduate School.
Le sue opere più note, Gender Trouble e Bodies That Matter, ridiscutono la nozione di genere e sviluppano la sua teoria della performatività di genere, che oggi ha un ruolo di primo piano nella riflessione femminista e queer.

## Biografia
Butler è nata a Cleveland (Ohio) da una famiglia russo-ungherese di origine ebraica. La maggior parte della famiglia materna morì nell'Olocausto. Ha ottenuto un dottorato di ricerca all'università di Yale nel 1984 con una dissertazione dal titolo Subjects of Desire: Hegelian Reflection in Twentieth-Century France, pubblicata nel 1987. Grazie a una borsa di studio del Programma Fulbright ha trascorso un anno all'università di Heidelberg in Germania. 
Ha insegnato alla George Washington University e alla Johns Hopkins University. Dal 1993 è docente all'Università di Berkeley. Vive a Berkeley con la compagna, la filosofa politica Wendy Brown. Hanno un figlio, Isaac.

## Pensiero
Butler inizia a sviluppare il tema della performatività di genere nel saggio Performative Acts and Gender Constitution (Atti performativi e costituzione di genere, 1988), in cui analizza l'idea freudiana dell'identità personale modellata in termini di normalità. Butler contesta l'affermazione di Freud secondo cui la lesbica deriverebbe il proprio comportamento dal modello maschile, percepito come norma. Butler si oppone all'innatismo di genere e argomenta in favore della performatività di genere: la "performance" di genere crea il genere.

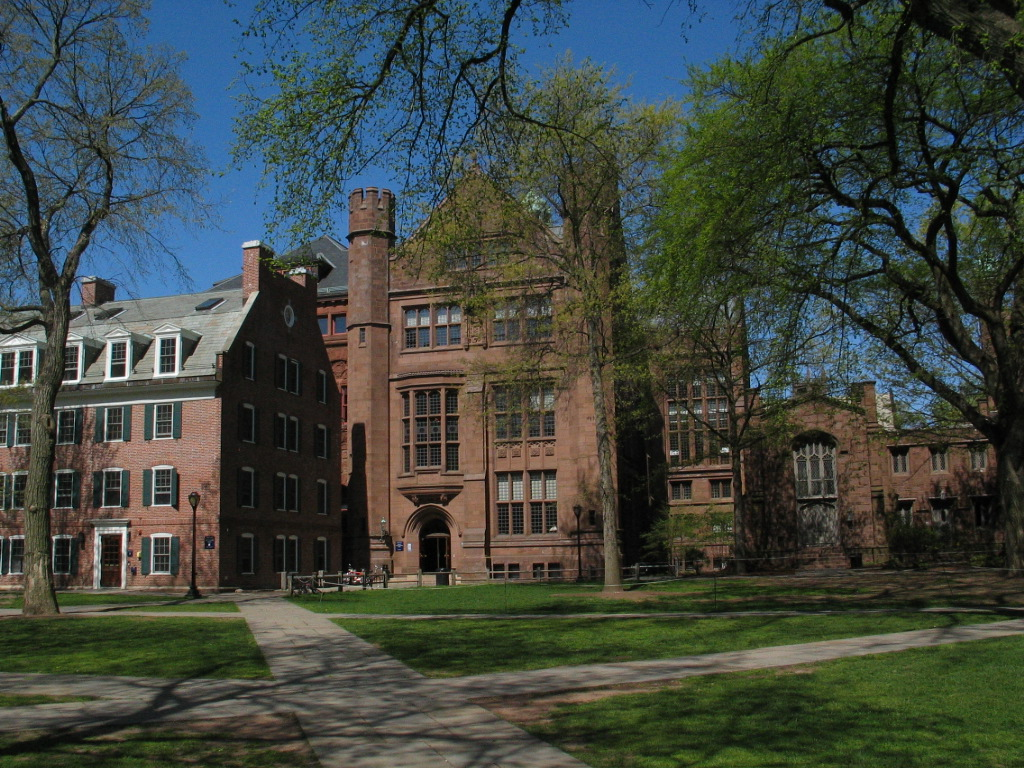
Università di Yale

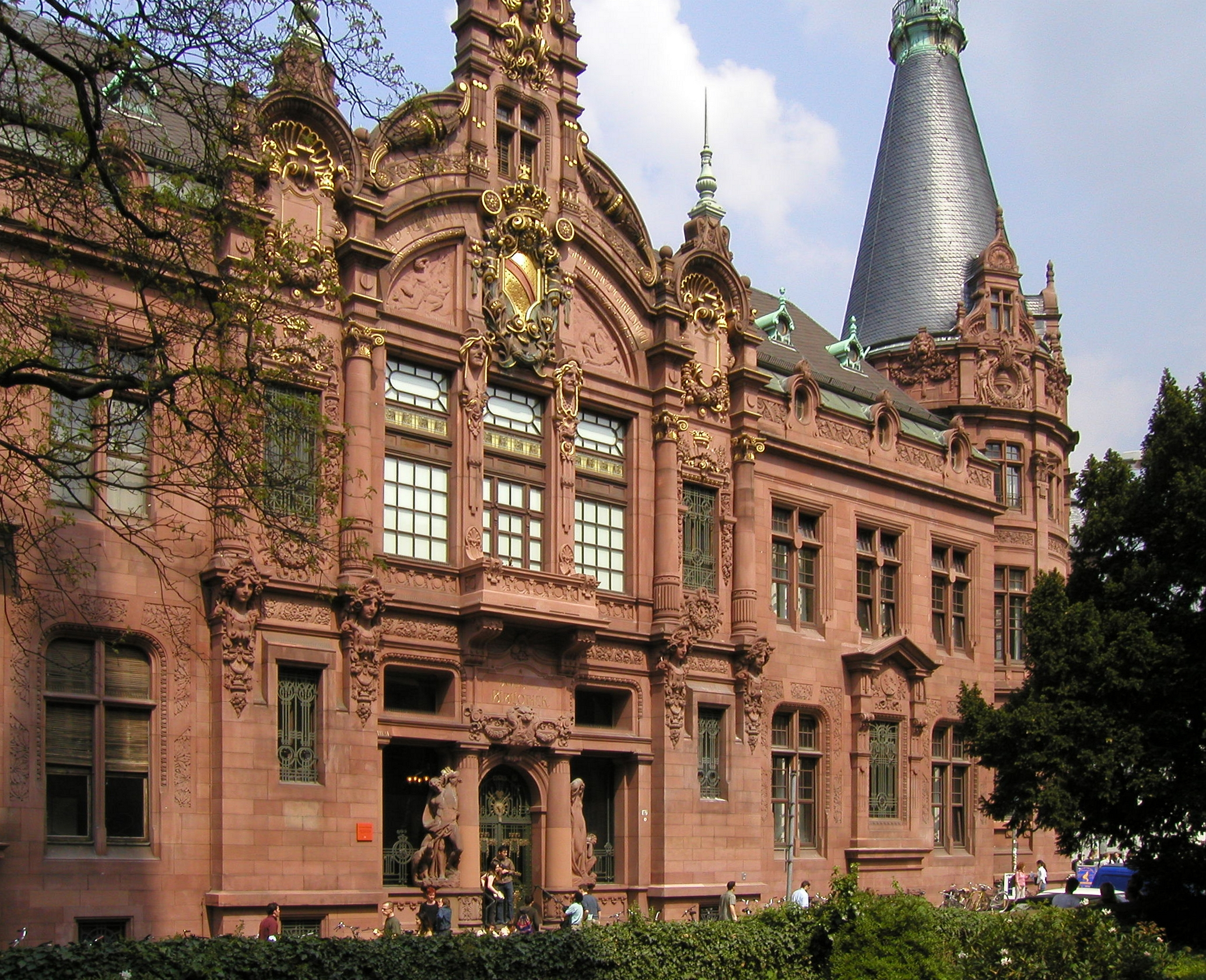
Università di Heidelberg

Con Gender Trouble (1990), Butler esamina le opere di Simone de Beauvoir, Julia Kristeva, Sigmund Freud, Jacques Lacan, Luce Irigaray, Monique Wittig, Jacques Derrida e Michel Foucault, argomentando che la coerenza delle categorie sessuali è il costrutto culturale della ripetizione nel tempo di atti corporei stilizzati. In questo senso Butler teorizza che il genere, il sesso e la sessualità sono performativi. Butler, seguendo la lezione di Foucault, sostiene che la costruzione del soggetto sessuato, desiderante, non sia una scelta, ma una conseguenza del discorso disciplinare. L'apparente ovvietà del sesso come fatto biologico naturale dimostra, secondo Butler, quanto profondamente sia nascosta, nel discorso, la sua produzione. Allo stesso modo sono costruite come naturali la dualità sessuale e l'eterosessualità.
Butler sostiene che, senza una critica del sesso come prodotto del discorso, la distinzione sesso/genere come strategia femminista per contestare l'asimmetria di genere è inefficace: il femminismo ha commesso un errore nel trattare le "donne" come un gruppo astorico dalle caratteristiche comuni, in quanto tale approccio rinforza la visione binaria delle relazioni di genere. Secondo Butler, le femministe dovrebbero analizzare come il potere determini la comprensione del genere femminile non solo nella società, ma all'interno del movimento femminista stesso.
In Bodies That Matter (1993) Butler, ricorrendo alla nozione di iteratività sviluppata da Derrida, sottolinea il ruolo svolto nella performatività dalla ripetizione. È l'iteratività a rendere possibile la costruzione del soggetto sessuato come "naturale".
Censura e discorso dell'odio sono al centro della riflessione di Excitable Speech (1997). Butler ritiene che la censura, benché in alcuni casi sia peggio della tolleranza, in altri possa essere necessaria. Butler considera la censura un effetto del potere statale e, riprendendo una tesi di Lacan, una condizione primordiale del linguaggio e del discorso: l'Io linguistico come effetto di una censura originaria. Pertanto, secondo Butler, un vero discorso di opposizione è impossibile, dato che il principio cui si oppone, la censura, è allo stesso tempo il principio che fonda il discorso di opposizione.
Butler teorizza inoltre che il discorso dell'odio esista retrospettivamente, dopo essere stato dichiarato tale dall'autorità. In questo modo, lo Stato riserva a sé il potere di definire i limiti del discorso accettabile. Perciò Butler critica le tesi anti-pornografiche della teorica femminista Catharine MacKinnon, in quanto non mettono in discussione il potere censorio dello Stato. Inoltre, poiché il discorso dell'odio dipende dal contesto, Butler dubita dell'efficacia della censura e sottolinea le difficoltà di un'identificazione sistematica del discorso dell'odio.
Undoing Gender (2004), una raccolta di saggi divulgativi su sesso, genere e psicanalisi, affronta fra gli altri il tema del desiderio in quanto prodotto delle norme sociali. Analizza inoltre il caso di David Reimer, il cui sesso fu "riassegnato" da maschio a femmina dopo una circoncisione maldestra subita a 8 mesi d'età.
In Giving an Account of Oneself (2005), Butler sviluppa un'etica basata sull'opacità del soggetto a se stesso. Ispirandosi al pensiero di Theodor W. Adorno, Michel Foucault, Friedrich Nietzsche, Jean Laplanche, Adriana Cavarero e Emmanuel Lévinas, Butler teorizza che la formazione del soggetto è sociale, relativa a una comunità di altri e alle sue norme, che sono all'origine del suo "io" grammaticale. L'opacità del soggetto a se stesso lo rende, pertanto, non pienamente responsabile delle sue azioni. Butler teorizza dunque un'etica in cui il sé responsabile riconosca i limiti della propria capacità di rendere conto di se stesso agli altri e rispetti questi limiti in quanto intrinsecamente umani. La società in cui uno diventa umano è ciò che il soggetto non può sapere di se stesso. In tal modo, Butler situa la critica sociale e politica al centro della pratica etica.
Subjects of Sex/Gender/Desire (incluso in Gender Trouble, 1990) è una critica al movimento femminista contemporaneo, che rischia, secondo Butler, di imitare le strategie dell'oppressore, specie quando lo riduce a soggetto singolo. Butler identifica vari livelli di oppressione, non riassumibili nei termini di una gerarchia che situa le donne al livello più basso.
In Frames of War. When is Life Grievable? (2009), raccolta di saggi e interventi, Butler analizza i diversi frames (schemi, strutture) attraverso cui facciamo esperienza della guerra, soprattutto tramite i media. La guerra, secondo Butler, non si ferma al campo di battaglia ma continua sulle fonti di informazione, che piegano l'immagine del conflitto a seconda degli interessi nazionali. Corollario di tale analisi è il necessario «riorientamento» della Sinistra, che dev'essere unita in opposizione agli illegittimi e arbitrari interventi militari.

## Attivismo
Butler interviene spesso pubblicamente su temi di politica contemporanea, in particolare in relazione alle istanze delle persone omosessuali e transessuali/transgender. Ha preso posizione in merito alla politica israeliana, criticandone l'impatto sul conflitto israelo-palestinese e sottolineando come Israele non rappresenti tutti gli ebrei o tutta l'opinione ebraica.
Butler è attivista del movimento per i diritti degli omosessuali, del movimento femminista e di quello contro le guerre in Iraq, Afghanistan e Libano. Ha sostenuto il movimento Occupy Wall Street e nel 2005 la campagna Boicottaggio, disinvestimento e sanzioni contro Israele. Fa parte del comitato di consulenza dell'organizzazione Jewish Voice for Peace ed è membro esecutivo della Faculty for Israeli-Palestinian Peace negli Stati Uniti e del Jenin Theatre in Palestina.

## Riconoscimenti
- 2012 - Premio Theodor W. Adorno[17]
- 2021 - Premio Internazionale della Catalogna[18]

### Caso Adorno
Nel 2012 Judith Butler ha ricevuto dalla città di Francoforte il premio Adorno. In passato il premio è stato assegnato, fra gli altri, a Jürgen Habermas, Zygmunt Bauman e Jacques Derrida. Nell'occasione, il comitato del premio fu criticato dall'ambasciatore israeliano in Germania, dal Consiglio centrale degli ebrei tedeschi e dal direttore del Centro Wiesenthal di Gerusalemme a causa degli appelli di Butler a boicottare Israele. Butler replicò che riteneva quelle critiche dirette non contro di lei, ma contro tutti coloro che si oppongono alla attuale politica israeliana.

## Opere tradotte in italiano
- Perdita e rigenerazione, trad. it. di Isabella Pasqualetto, Marsilio, 2023 (2022, Between Loss and Regeneration)
- Che mondo è mai questo?, trad. it. di Federico Zappino, Laterza, 2023 (2022, What World is This? A Pandemic Phenomenology)
- La forza della nonviolenza. Un vincolo etico-politico, trad. it. di Federico Zappino, Nottetempo, 2020 (2020, The Force of Nonviolence. An Ethico-Political Bind)
- L'alleanza dei corpi. Note per una teoria performativa dell'azione collettiva, trad. it. di Federico Zappino, Nottetempo, 2017 (2015, Notes toward a Performative Theory of Assembly)
- Che tu sia il mio corpo. Una lettura contemporanea della signoria e della servitù in Hegel (con Catherine Malabou), a cura di Giovanbattista Tusa, Mimesis, 2017 (2009, Sois mon corps)
- Di chi è Kafka?, a cura di Antonio Iannello, Nicola Perugini e Federico Zappino, "il lavoro culturale", 2016, https://www.lavoroculturale.org/judith-butler-kafka/
- Fare e disfare il genere, a cura di Federico Zappino, Mimesis, 2014 (2004, Undoing Gender)
- Sulla crudeltà, a cura di Nicola Perugini e Federico Zappino, "il lavoro culturale", 2014, https://www.lavoroculturale.org/sulla-crudelta/
- Strade che divergono. Ebraicità e critica del sionismo, trad. it. di Fabio De Leonardis, Raffaello Cortina, 2013 (2012, Parting Ways: Jewishness and the Critique of Zionism)
- La vita psichica del potere. Teorie del soggetto, a cura di Federico Zappino, Mimesis, 2013 ISBN 978-88-575-1606-6 (1997, The Psychic Life of Power. Theories in Subjection)
- Vite precarie. I poteri del lutto e della violenza, a cura di Olivia Guaraldo, Postmedia Books, 2013 (2004, Precarious Life: The Powers of Mourning and Violence)
- A chi spetta una buona vita?, a cura di Nicola Perugini, Nottetempo, 2013 (2012, Can One Lead A Good Life in Bad Life?) ISBN 88-7452-417-X
- Questione di genere. Il femminismo e la sovversione dell'identità, trad. it. di Sergia Adamo, Laterza, 2013 (1990, con prefazione dell'autrice all'edizione 1999, Gender Trouble. Feminism and the Subversion of Identity)
- Parole che provocano. Per una politica del performativo, trad. it. di Sergia Adamo, Raffaello Cortina, 2010 (1997, Excitable Speech)
- Dialoghi sulla sinistra. Contingenza, egemonia, universalità (con Ernesto Laclau e Slavoj Žižek), a cura di Laura Bazzicalupo, Laterza, 2010 (2000, Contingency, Hegemony, Universality)
- Soggetti di desiderio, trad. it. di Gaia Giuliani, Laterza, 2009 (1988, Subjects of Desire)
- La disfatta del genere, trad. it. di Patrizia Maffezzoli, Meltemi, 2006 (2004, Undoing Gender)
- Critica della violenza etica, trad. it. di Federico Rahola, Feltrinelli, 2006 (2005, Giving an Account of Oneself)
- Scambi di genere. Identità, sesso e desiderio, trad. it. di Roberta Zuppet, Sansoni, 2004 (1990, Gender Trouble. Feminism and the Subversion of Identity)
- La rivendicazione di Antigone. La parentela tra la vita e la morte, trad. it. di Isabella Negri, Bollati Boringhieri, 2003 (2000, Antigone's Claim: Kinship Between Life and Death)
- Corpi che contano. I limiti discorsivi del "sesso", trad. it. di Simona Capelli, Feltrinelli, 1996 (1993, Bodies That Matter: On the Discursive Limits of "Sex")

### Su Judith Butler
- Federico Zappino, Performatività del genere e allegorie della transessualità. Judith Butler e Lili Elbe, in Id., Comunismo queer. Note per una sovversione dell'eterosessualità, Meltemi, 2019 http://www.meltemieditore.it/catalogo/comunismo-queer/
- Monica Pasquino e Sandra Plastina (a cura di), Fare e disfare. Otto saggi a partire da Judith Butler, Mimesis, 2009. ISBN 978-88-8483-766-0
- Lorenzo Bernini e Olivia Guaraldo (a cura di), Differenza e relazione. L'ontologia dell'umano nel pensiero di Judith Butler e Adriana Cavarero, ombre corte, 2009. ISBN 978-88-95366-46-3
- Nicola Perugini, saggio introduttivo per A chi spetta una buona vita?, Nottetempo, 2013 (2012, Can One Lead A Good Life in Bad Life?) ISBN 88-7452-417-X
- Federico Zappino, Il potere della melanconia, saggio introduttivo a La vita psichica del potere. Teorie del soggetto, Mimesis, 2013. ISBN 978-88-575-1606-6
- Massimo Filippi e Marco Reggio (a cura di), Corpi che non contano. Judith Butler e gli animali (contiene un'intervista a Judith Butler), Mimesis, 2015, ISBN 978-88-575-3108-3
- Enrico Redaelli, Judith Butler. Il sesso e la legge, Feltrinelli, Milano 2023, ISBN 8807227282
- Valentina Surace, Soggetti precari. L'ontologia sociale di Judith Butler, Collana "Novecento", Mimesis, Milano-Udine 2023, pp. 212, https://www.mimesisedizioni.it/libro/9791222301549 ISBN 9791222301549